# Tony Parker
Tony Parker, właśc. William Anthony Parker, II (ur. 17 maja 1982 w Brugii) – francuski koszykarz, reprezentant Francji. Czterokrotny mistrz NBA z San Antonio Spurs. W 2007 roku został uznany MVP finałów NBA.

## Dzieciństwo i młodość
Parker urodził się w Brugii w Belgii, ale dorastał we Francji. Jego ojciec, Tony Parker Sr., grał w koszykówkę na uniwersytecie Loyola w Chicago, a po ukończeniu studiów, jako zawodowy koszykarz w Europie. Jego matka, Pamela Firestone, była holenderską modelką. Parker miał bliskie stosunki ze swoimi braćmi, z którymi często jeździł na mecze koszykówki, w których występował ich ojciec. Na początku, Parker interesował się piłką nożną, jednak po obejrzeniu gry kreowanego na światową gwiazdę Michaela Jordana, zmienił swoje zainteresowanie. Ponadto dwaj bracia Parkera T.J i Pierre byli również mocno zafascynowani koszykówką i wierzyli, że pójdą na studia i zostaną zawodowymi koszykarzami. Kiedy Parker uczył się gry, jego niski wzrost (mimo dużego skoku wzrostowego w wieku 15 lat) zdecydował o jego pozycji na boisku. Grał na pozycji rozgrywającego, uznając że jego szybkość i zwinność idealnie pasują do gry na tzw. „1”. W końcu jego talent został zauważony, przez co mógł dołączyć do Narodowego Instytutu Sportu i Edukacji Fizycznej w Paryżu. Po rozegraniu dwóch sezonów w amatorskiej lidze, Parker przeszedł na zawodowstwo, podpisując w 1999 kontrakt z Paris Basket Racing.
Latem 2000 Parker został zaproszony do udziału w Nike Hoop Summit w Indianapolis. Tam, przy udziale profesjonalnych skautów i trenerów drużyn uniwersyteckich, rywalizował z m.in. przyszłymi graczami NBA: Darriusem Milesem, Zachem Randolphem i Omarem Cookiem. W meczu pomiędzy młodymi amerykańskimi a europejskimi gwiazdami, Parker zanotował 20 punktów, miał siedem asyst, cztery zbiórki i dwa przechwyty. Jego występ wywołał wojnę rekrutacyjną pomiędzy amerykańskim koledżami, w tym UCLA i Georgia Tech, które były o krok o przekonanie Parkera, by ten dołączył do ich zespołu. Jednakże Parker zrezygnował z NCAA i kolejne dwa lata spędził we Francji, w barwach drużyny Paris Basket Racing, którą opuścił w 2001 roku, biorąc udział w drafcie NBA 2001.

## Kariera

### Początek kariery w NBA
W drafcie 2001 został wybrany z numerem 28 przez San Antonio Spurs. Zespół po odejściu Averego Johnsona był osłabiony na pozycji numer 1. Na początku pobytu w Teksasie, Parker rywalizował o miejsce w pierwszej piątce z Antonio Danielsem. Na początku sezonu regularnego w jednym ze spotkań zdobył 22 punkty. Po tym spotkaniu na stałe zagościł w wyjściowym składzie. Podczas Rookie Challenge 2002 reprezentował barwy ówczesnych debiutantów, którzy pokonali drugoroczniaków 103-97. Sezon 2001/02 zakończył ze średnią 9,2 pkt, oraz 4,3 asyst. Rozegrał 77 spotkań, w tym 72 w pierwszej piątce. W play-offs zaliczył lepsze statystyki. Zdobywał średnio 15,5 punktów w każdym z 10 rozegranych przez San Antonio Spurs spotkań.

### Pierwsze mistrzostwo

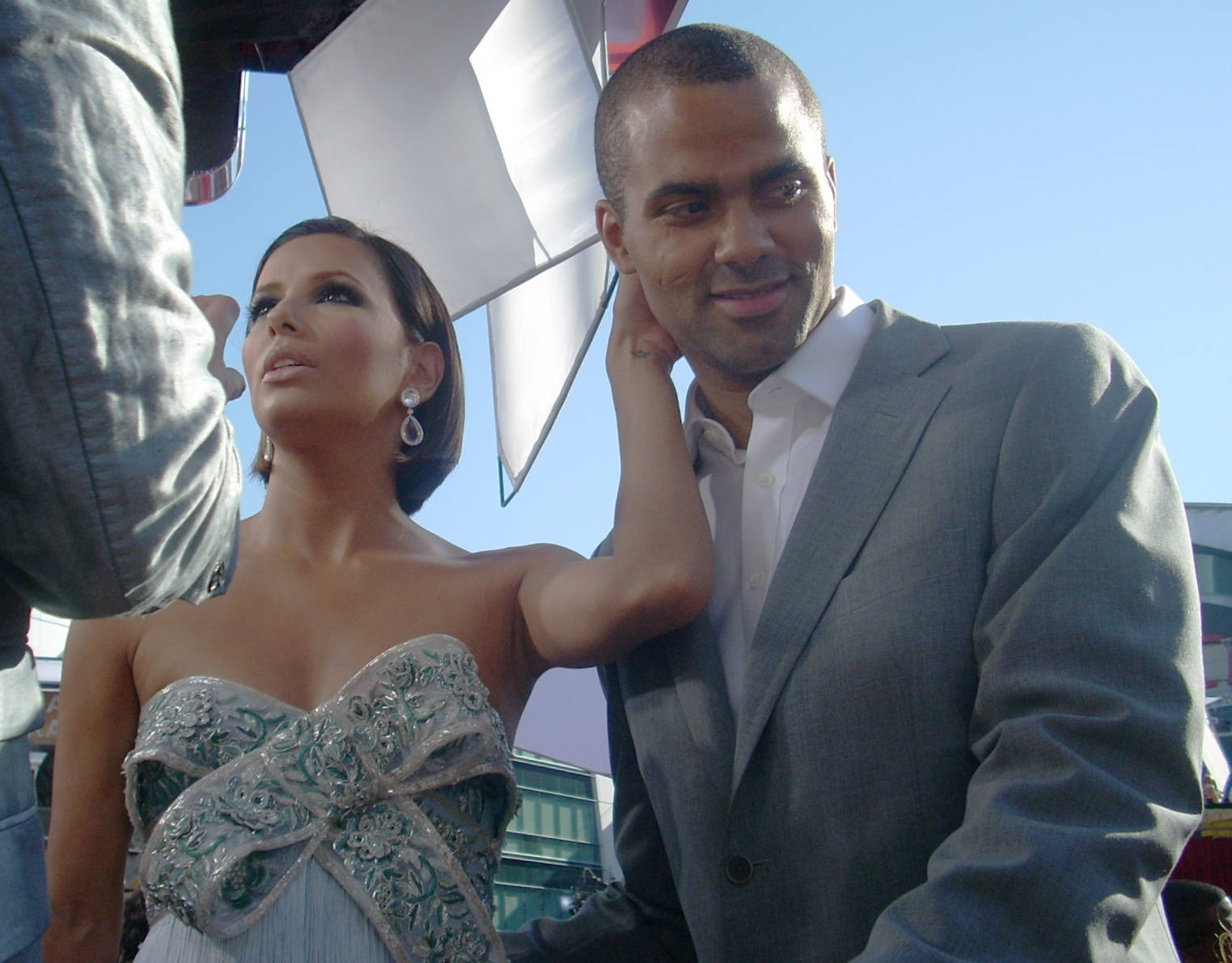
Tony i jego była żona Eva na rozdaniu nagród Emmy w 2008 roku

Podczas przerwy międzysezonowej Parker pracował nad siłą fizyczną, by móc rywalizować z silniejszymi zawodnikami na swojej pozycji. Dzięki temu w sezonie 2002-2003 stał się drugim strzelcem ekipy, zdobywając średnio 15,5 punktów na mecz. Był najlepszym asystującym - 5,3 asyst na mecz. 31 stycznia 2003 w spotkaniu z Orlando Magic zanotował aż 13 asyst. 3 razy w trakcie sezonu zdobył aż 32 punkty w meczu. Bardzo często rozstrzygał losy meczu rzutami, lub podaniami otwierającymi drogę do kosza w ostatnich sekundach. Po sezonie regularnym Parker prezentował dobre notowanie w playoffs. W finale zachodu, w którym San Antonio Spurs spotkało się z Dallas Mavericks, Francuz zdobywał średnio 16 punktów i miał 4 asysty. Drużyna Parkera zwyciężyła rywali 4:2 i awansowała do finału, gdzie czekała już ekipa New Jersey Nets z Jasonem Kiddem na czele. Ekipa Spurs znów okazała się zwycięska 4:2 i zdobyła tytuł mistrza NBA.

### Drugie mistrzostwo
W sezonie 2003/2004, Parker wystąpił w 75 spotkaniach, wszystkie rozpoczynając na parkiecie. Zdobywał średnio 14,7 punktów i miał 5,5 asyst. W fazie playoffs zdobywał najwięcej punktów w swojej karierze. Średnio ponad 18, ale jego ekipa odpadła już w półfinale zachodu, przegrywając z Los Angeles Lakers 2:4. Przy stanie rywalizacji 2:2 San Antonio przegrało spotkanie jednym punktem.
W sezonie zasadniczym 2004/2005 Parker rozegrał aż 80 spotkań. Zdobywał średnio 16,6 punktów i miał ponad 6 asyst. Do playoff zespół San Antonio Spurs przystąpił z drugiego miejsca. W pierwszej rundzie pokonał Denver Nuggets 4:1. W półfinale ekipa z Teksasu okazała się lepsza od Seattle Supersonics. W finale konferencji wszyscy spodziewali się długiej rywalizacji. Okazało się inaczej. Wyższość ekipy Parkera musiała uznać drużyna Phoenix Suns.
W finale na ekipę Spurs czekał team Detroit Pistons. Obie drużyny na koniec sezonu zasadniczego zajmowały w swoich konferencjach 2 pozycję. W pierwszym spotkaniu Parker na boisku przebywał najdłużej, bo aż 41 minut. Zdobył 15 punktów, trafił 7 rzutów z gry. Jego drużyna wygrała 84-69. W drugim spotkaniu, po raz kolejny San Antonio Spurs zwyciężyło. Tym razem wyżej, bo 97-76. Parker trafił 6 z 9 rzutów i zdobył 12 punktów. Na kolejne dwa spotkania finały przeniosły się do Detroit. Gospodarze wygrali 96-79 i wrócili do gry o tytuł. Na nic się zdała postawa Parkera w tym meczu - 21 punktów. Dwa dni później Pistons doprowadzili do wyrównania. Rozbili gości 102-71. Tony Parker zdobył 12 punktów i miał 4 asysty. Spotkanie numer 5 odbywało się w San Antonio. Gospodarze zwyciężyli jednym punktem, po dogrywce. Detroit Pistons w meczu szóstym wyrównało stan finałów na 3:3. O tym kto zdobędzie tytuł miało zadecydować ostatnie spotkanie. We wszystkich wcześniejszych wygrywali gospodarze. 7 spotkanie odbywało się w San Antonio i gospodarze znów okazali się lepsi. Spurs wygrali 81-74. Tony Parker zdobył 8 punktów i zaliczył 3 asysty. W całej fazie playoff Parker zdobywał średnio 17,2 punktów.

### Trzecie mistrzostwo
W sezonie 2005/06 Parker pierwszy raz w karierze został wybrany do All-Star Game. W sezonie zasadniczym zdobywał średnio 18,9 punktów, do tego miał 5,8 asysty. W play-offach Parker notował średnio 21,1 punktów i 3,8 asyst na mecz. Mimo to, jego drużynie nie udało się obronić tytułu. W półfinale konferencji, przegrali z Dallas Mavericks 3:4.
W sezonie 2006/07 Parker rozegrał 77 spotkań, wszystkie w pierwszej piątce. Zdobywał średnio 18,6 punktów na mecz i 5,5 asysty. Po raz drugi został wybrany do All-Star Game. Jego drużyna awansowała do fazy playoffs z 3 miejsca w konferencji. W pierwszej rundzie San Antonio pokonało Denver Nuggets 4:1. W półfinale konferencji drużyna z Teksasu zwyciężyła z Phoenix Suns 4:2. W finale konferencji trafili na Utah Jazz. San Antonio pokonało drużynę z Salt Lake City 4:1 i trafiło do finału NBA, gdzie zmierzyli się Cleveland Cavaliers. Pojedynek zakończył się wynikiem 4-0. Parker został uznany MVP finałów.

### Kolejne sezony
5 listopada 2008 Parker zdobył 55 punktów w meczu przeciwko Minnesocie Timberwolves. Jest to jego najwyższy wynik w karierze. W 2009 został wybrany do trzeciej piątki All-NBA Team.
Podczas lockoutu w NBA, w 2011 Parker podpisał kontrakt z ASVEL Lyon-Villeurbanne. W odróżnieniu od innych gwiazd NBA, zdecydował on grać dla tej drużyny za pensję minimalną. Płacił także swoje ubezpieczenie, które kosztowało 250 tysięcy dolarów na miesiąc. Parker wystąpił w 7 spotkaniach ligi francuskiej, notując średnio 20,3 punktów oraz 6,3 asyst na mecz.
W sezonie 2011/12 Parker ponownie został wybrany do NBA All-Star Game. W meczu zawodnik zdobył 6 punktów, miał 4 asysty. Podczas Weekendu Gwiazd wziął także udział w Skills Challenge. W finale uzyskał czas 32,8 sekundy, co pozwoliło mu wygrać ten konkurs.
4 czerwca 2014 został wybrany do drugiej piątki All-NBA Team za sezon 2013/14.
22 lipca 2018 został zawodnikiem Charlotte Hornets.
10 czerwca 2019 ogłosił zakończenie kariery zawodniczej.

## Osiągnięcia
Na podstawie, o ile nie zaznaczono inaczej.

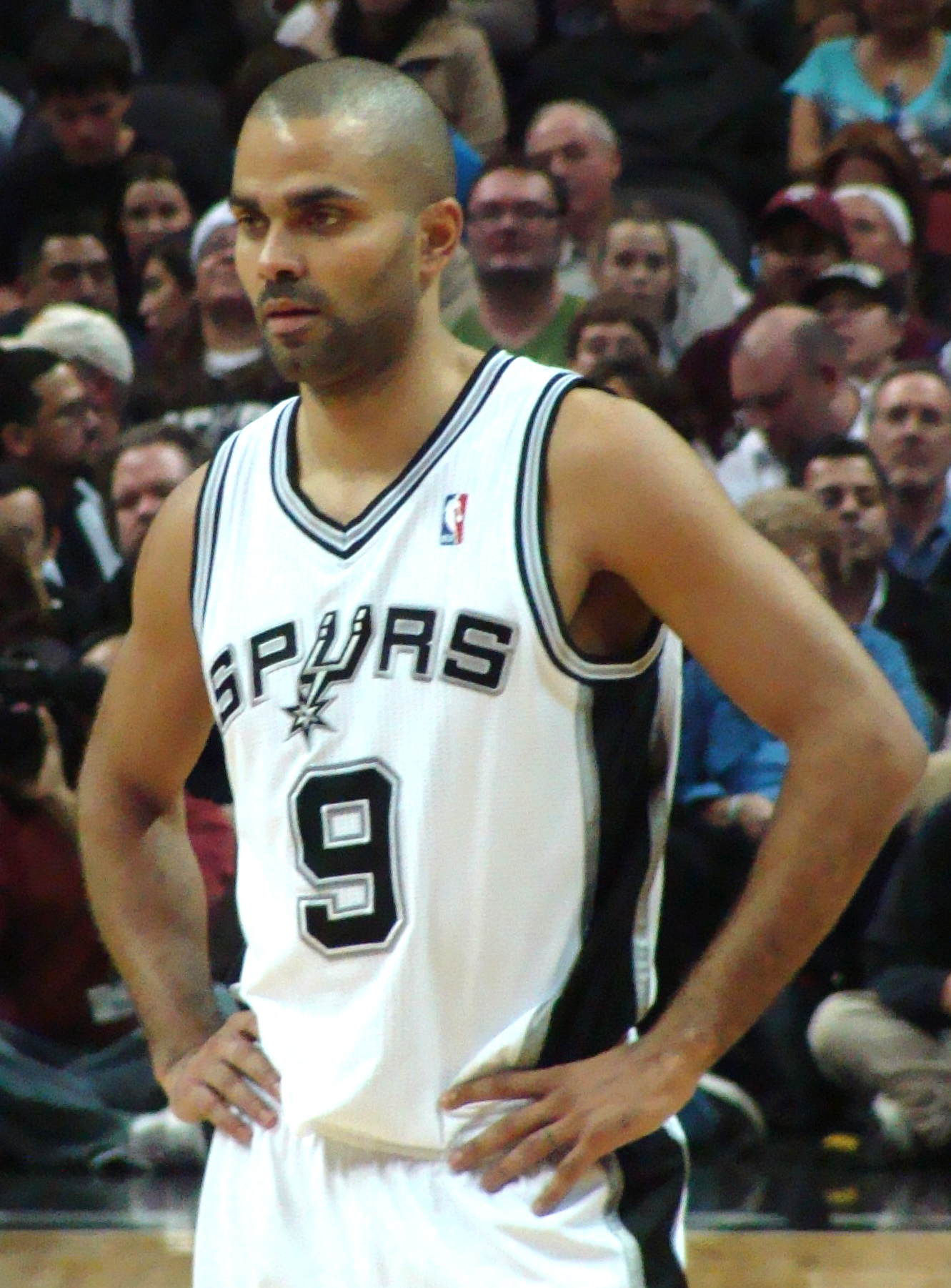
W barwach San Antonio Spurs

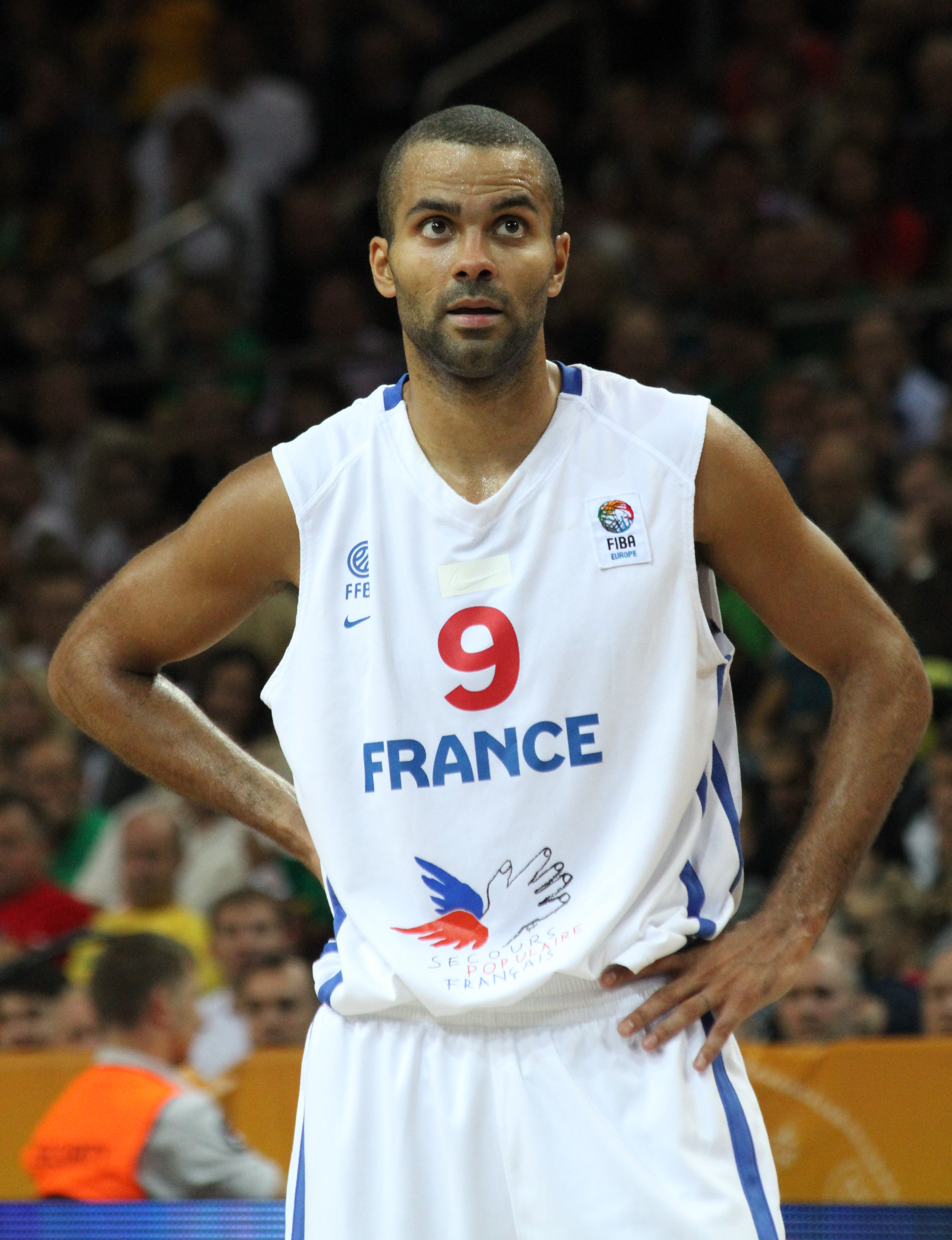
W barwach kadry Francji (2011)

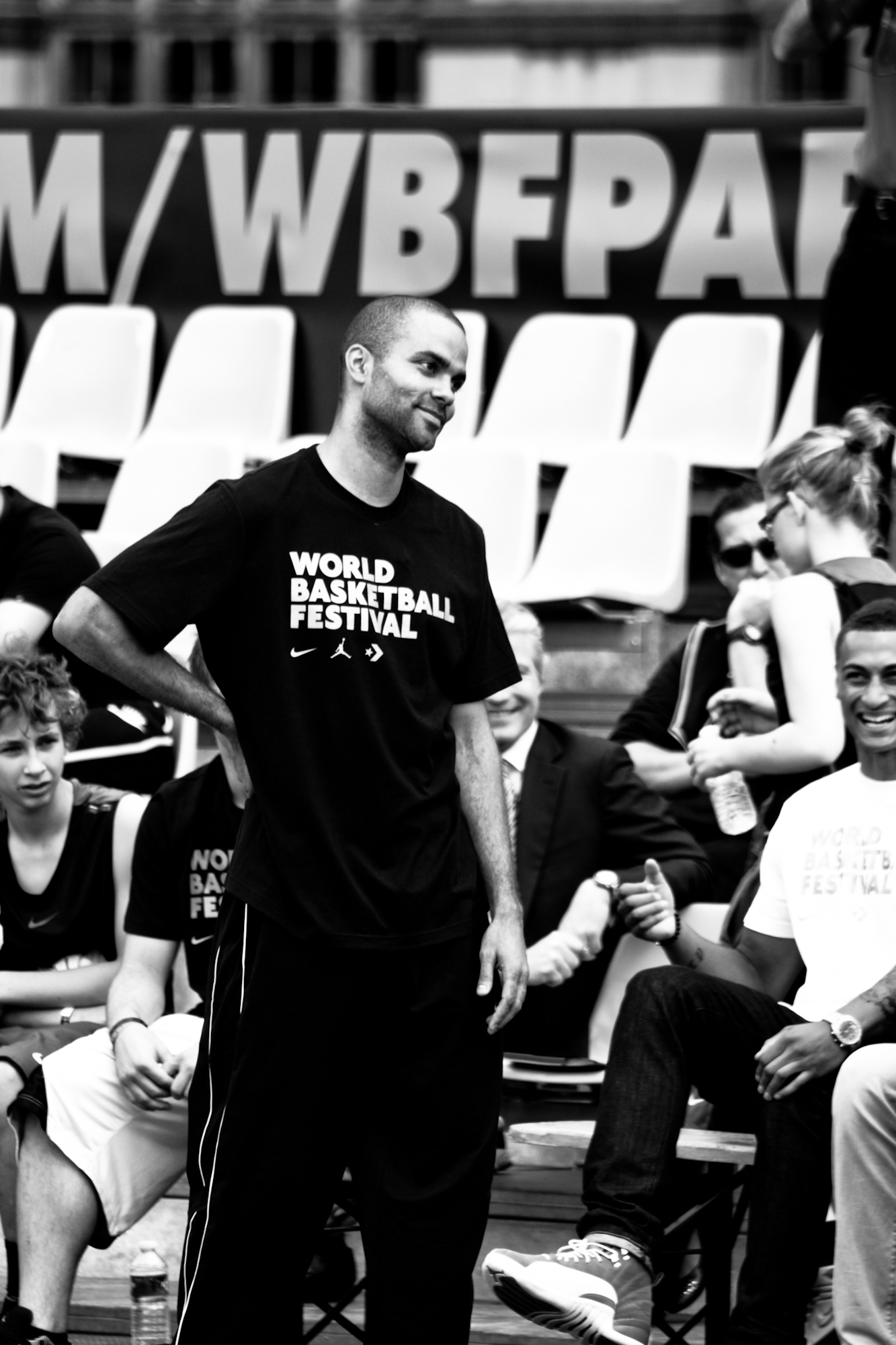
Podczas World Basketball Festival w Paryżu (16 lipca 2012)

### NBA
- Mistrz NBA (2003, 2005, 2007, 2014)
- Wicemistrz NBA (2013)
- MVP Finałów NBA (2007)[25]
- Zwycięzca konkursu:
  - Skills Challenge (2012)
  - Shooting Stars (2006)
- Uczestnik:
  - meczu gwiazd NBA (2006, 2007, 2009, 2012–2014)
  - Rising Stars Challenge (2002, 2003)
  - Skills Challenge (2003, 2009, 2012, 2013)
- Zaliczony do:
  - I składu debiutantów NBA (2002)[26]
  - II składu NBA (2012–2014)
  - III składu NBA (2009)
- Zawodnik:
  - miesiąca (styczeń 2013)
  - tygodnia (13.02.2006, 25.11.2007, 2.02.2009, 30.03.2009, 20.12.2010, 14.03.2011, 6.02.2012, 28.01.2013)
- Lider play-off w skuteczności rzutów wolnych (2017 z Jamalem Crawfordem, Kyle’em Korverem)[27]

### Inne
- Finalista pucharu Francji (2000)
- Zawodnik Roku:
  - Euroscar (2007, 2013)
  - FIBA Europa (2013, 2014)
  - All-Europeans (2013, 2014)
- MVP:
  - miesiąca ligi francuskiej LNB Pro A (październik 2011)
  - tygodnia Eurocup (I kolejka - 2011/12)
- Laureat nagrody L’Équipe Champion of Champions (2003, 2013)
- Wschodząca gwiazda ligi francuskiej (2001)
- Uczestnik meczu gwiazd francuskiej ligi LNB Pro A (2001)

### Reprezentacja
Drużynowe
- Mistrz:
  - Europy (2013)
  - Europy U–18 (2000)
  - turnieju London Invitational (2011)
- Wicemistrz Europy (2011)
- Brązowy medalista:
  - mistrzostw Europy (2005, 2015)
  - Kontynentalnego Pucharu Stankovicia (2006)
- Uczestnik:
  - mistrzostw Europy:
    - 2001 – 6. miejsce, 2003 – 4. miejsce, 2005, 2007 – 8. miejsce, 2009 – 5. miejsce, 2011, 2013, 2015
    - U–16 (1997 – 4. miejsce)
    - U–18 (1998 – 10. miejsce, 2000)

  - igrzysk olimpijskich (2012 – 6. miejsce, 2016 – 6. miejsce)

Indywidualne
- MVP:
  - Eurobasketu (2013)
  - Eurobasketu U–18 (2000)
- Zaliczony do I składu mistrzostw Europy (2011, 2013)
- Lider strzelców Eurobasketu (2011, 2013)

## Statystyki
Na podstawie Basketball-Reference.com (ang.)

### Sezon regularny
| Sezon   | Drużyna     | M    | S5   | MPG  | FG%   | 3P%   | FT%   | RPG | APG | SPG | BPG | PPG  |
| ------- | ----------- | ---- | ---- | ---- | ----- | ----- | ----- | --- | --- | --- | --- | ---- |
| 2001/02 | San Antonio | 77   | 72   | 29,4 | 41,9% | 32,3% | 67,5% | 2,6 | 4,3 | 1,2 | 0,1 | 9,2  |
| 2002/03 | San Antonio | 82   | 82   | 33,8 | 46,4% | 33,7% | 75,5% | 2,6 | 5,3 | 0,9 | 0,0 | 15,5 |
| 2003/04 | San Antonio | 75   | 75   | 34,4 | 44,7% | 31,2% | 70,2% | 3,2 | 5,5 | 0,8 | 0,1 | 14,7 |
| 2004/05 | San Antonio | 80   | 80   | 34,2 | 48,2% | 27,6% | 65,0% | 3,7 | 6,1 | 1,2 | 0,1 | 16,6 |
| 2005/06 | San Antonio | 80   | 80   | 33,9 | 54,8% | 30,6% | 70,7% | 3,3 | 5,8 | 1,0 | 0,1 | 18,9 |
| 2006/07 | San Antonio | 77   | 77   | 32,5 | 52,0% | 39,5% | 78,3% | 3,2 | 5,5 | 1,1 | 0,1 | 18,6 |
| 2007/08 | San Antonio | 69   | 68   | 33,5 | 49,4% | 25,8% | 71,5% | 3,2 | 6,0 | 0,8 | 0,1 | 18,8 |
| 2008/09 | San Antonio | 72   | 71   | 34,1 | 50,6% | 29,2% | 78,2% | 3,1 | 6,9 | 0,9 | 0,1 | 22,0 |
| 2009/10 | San Antonio | 56   | 50   | 30,9 | 48,7% | 29,4% | 75,6% | 2,4 | 5,7 | 0,5 | 0,1 | 16,0 |
| 2010/11 | San Antonio | 78   | 78   | 32,4 | 51,9% | 35,7% | 76,9% | 3,1 | 6,6 | 1,2 | 0,0 | 17,5 |
| 2011/12 | San Antonio | 60   | 60   | 32,1 | 48,0% | 23,0% | 79,9% | 2,9 | 7,7 | 1,0 | 0,1 | 18,3 |
| 2012/13 | San Antonio | 66   | 66   | 32,9 | 52,2% | 35,3% | 84,5% | 3,0 | 7,6 | 0,8 | 0,1 | 20,3 |
| 2013/14 | San Antonio | 68   | 68   | 29,4 | 49,9% | 37,3% | 81,1% | 2,3 | 5,7 | 0,5 | 0,1 | 16,7 |
| 2014/15 | San Antonio | 68   | 68   | 28,7 | 48,6% | 42,7% | 78,3% | 1,9 | 4,9 | 0,6 | 0,0 | 14,4 |
| 2015/16 | San Antonio | 72   | 72   | 27,5 | 49,3% | 41,5% | 76,0% | 2,4 | 5,3 | 0,8 | 0,2 | 11,9 |
| 2016/17 | San Antonio | 63   | 63   | 25,2 | 46,6% | 33,3% | 72,6% | 1,8 | 4,5 | 0,5 | 0,0 | 10,1 |
| 2017/18 | San Antonio | 55   | 21   | 19,5 | 45,9% | 27,0% | 70,5% | 1,7 | 3,5 | 0,5 | 0,0 | 7,7  |
| 2018/19 | Charlotte   | 56   | 0    | 17,9 | 46,0% | 25,5% | 73,4% | 1,5 | 3,7 | 0,4 | 0,1 | 9,5  |
| Razem   |             | 1254 | 1151 | 30,5 | 49,1% | 32,4% | 75,1% | 2,7 | 5,6 | 0,8 | 0,1 | 15,5 |

### Play-offy
| Sezon | Drużyna     | M   | S5  | MPG  | FG%   | 3P%   | FT%   | RPG | APG | SPG | BPG | PPG  |
| ----- | ----------- | --- | --- | ---- | ----- | ----- | ----- | --- | --- | --- | --- | ---- |
| 2002  | San Antonio | 10  | 10  | 34,1 | 45,6% | 37,0% | 75,0% | 2,9 | 4,0 | 0,9 | 0,1 | 15,5 |
| 2003  | San Antonio | 24  | 24  | 33,9 | 40,3% | 26,8% | 71,3% | 2,8 | 3,5 | 0,9 | 0,1 | 14,7 |
| 2004  | San Antonio | 10  | 10  | 38,6 | 42,9% | 39,5% | 65,7% | 2,1 | 7,0 | 1,3 | 0,1 | 18,4 |
| 2005  | San Antonio | 23  | 23  | 37,3 | 45,4% | 18,8% | 63,2% | 2,9 | 4,3 | 0,7 | 0,1 | 17,2 |
| 2006  | San Antonio | 13  | 13  | 36,5 | 46,0% | 22,2% | 81,0% | 3,6 | 3,8 | 1,0 | 0,1 | 21,1 |
| 2007  | San Antonio | 20  | 20  | 37,6 | 48,0% | 33,3% | 67,9% | 3,4 | 5,8 | 1,1 | 0,0 | 20,8 |
| 2008  | San Antonio | 17  | 17  | 38,5 | 49,7% | 35,0% | 75,3% | 3,7 | 6,1 | 0,9 | 0,1 | 22,4 |
| 2009  | San Antonio | 5   | 5   | 36,2 | 54,6% | 21,4% | 71,0% | 4,2 | 6,8 | 1,2 | 0,2 | 28,6 |
| 2010  | San Antonio | 10  | 2   | 33,5 | 47,4% | 66,7% | 59,5% | 3,8 | 5,4 | 0,6 | 0,0 | 17,3 |
| 2011  | San Antonio | 6   | 6   | 36,8 | 46,2% | 12,5% | 75,6% | 2,7 | 5,2 | 1,3 | 0,3 | 19,7 |
| 2012  | San Antonio | 14  | 14  | 36,1 | 45,3% | 33,3% | 80,7% | 3,6 | 6,8 | 0,9 | 0,0 | 20,1 |
| 2013  | San Antonio | 21  | 21  | 36,4 | 45,8% | 35,5% | 77,7% | 3,2 | 7,0 | 1,1 | 0,1 | 20,6 |
| 2014  | San Antonio | 23  | 23  | 31,3 | 48,6% | 37,1% | 72,9% | 2,0 | 4,8 | 0,7 | 0,1 | 17,4 |
| 2015  | San Antonio | 7   | 7   | 30,0 | 36,3% | 0,0%  | 58,8% | 3,3 | 3,6 | 0,3 | 0,0 | 10,9 |
| 2016  | San Antonio | 10  | 10  | 26,4 | 44,9% | 25,0% | 85,7% | 2,2 | 5,3 | 0,6 | 0,2 | 10,4 |
| 2017  | San Antonio | 8   | 8   | 26,4 | 52,6% | 57,9% | 100%  | 2,5 | 3,1 | 0,5 | 0,0 | 15,9 |
| 2018  | San Antonio | 5   | 0   | 13,4 | 37,8% | 0,0%  | 71,4% | 0,8 | 1,2 | 0,4 | 0,0 | 6,6  |
| Razem |             | 226 | 213 | 34,3 | 46,1% | 30,9% | 73,1% | 2,9 | 5,1 | 0,9 | 0,1 | 17,9 |

## Rekordy
| Statystyka            | Data             | Przeciwko              | Źródło |
| --------------------- | ---------------- | ---------------------- | ------ |
| Punkty: 55            | 5 listopada 2008 | Minnesota Timberwolves | [ 28 ] |
| Zbiórki: 12           | 10 grudnia 2012  | Houston Rockets        | [ 29 ] |
| Zbiórki w ataku: 3    | 6 razy           | –                      |        |
| Zbiórki w obronie: 12 | 10 grudnia 2012  | Houston Rockets        | [ 29 ] |
| Asysty: 18            | 21 maja 2013     | Memphis Grizzlies      | [ 30 ] |
| Bloki: 2              | 25 lutego 2008   | Atlanta Hawks          | [ 31 ] |
| Przechwyty: 6         | 3 marca 2004     | Seattle SuperSonics    | [ 32 ] |
| Minuty: 53            | 9 kwietnia 2005  | Los Angeles Clippers   | [ 33 ] |
| Na podstawie: nba.com |                  |                        |        |